# Demòcrates de Dinamarca
Els Demòcrates de Dinamarca (danès: Danmarksdemokraterne), oficialment Danmarksdemokraterne – Inger Støjberg, és un partit polític danés fundat el juny de 2022 per Inger Støjberg. A les eleccions de 2022, els Demòcrates de Dinamarca van guanyar 14 escons, convertint-los així en el cinqué partit més gran junt amb l'Aliança Liberal al Folketing.

## Història
El partit es va fundar el juny de 2022 per Inger Støjberg, que havia exercit diverses vegades com a ministra d'immigració, habitatge i igualtat de gènere al Folketing for Venstre abans de ser acusada per mala conducta en el càrrec després de separar famílies en centres de migrants i va ser acusada de deslleialtat dins del seu partit. Segons Støjberg, el seu nou moviment seria un partit de dreta amb una política d'immigració estricta, però en el moment de la seua fundació no hi havia una plataforma de partit real. Al juliol, el partit es va registrar formalment després d'obtenir les declaracions de votant necessàries l'1 de juliol, vuit dies després de la seua fundació.
Aquell mateix mes, els membres del Folketing Peter Skaarup, Jens Henrik Thulesen Dahl, Bent Bøgsted, i Hans Kristian Skibby van anunciar que volien unir-se als Demòcrates de Dinamarca. Aquests quatre van ser elegits originalment al Folketing pel Partit Popular Danès (DPP), però des de llavors s'havien convertit en independents abans d'unir-se al partit. Skaarup va ser admés com a membre el 28 de juliol de 2022, donant al partit el seu primer escó al Folketing.
L'agost de 2022, nou regidors locals van desertar al partit, inclosos antics membres locals del Partit Popular Conservador.

## Plataforma i polítiques

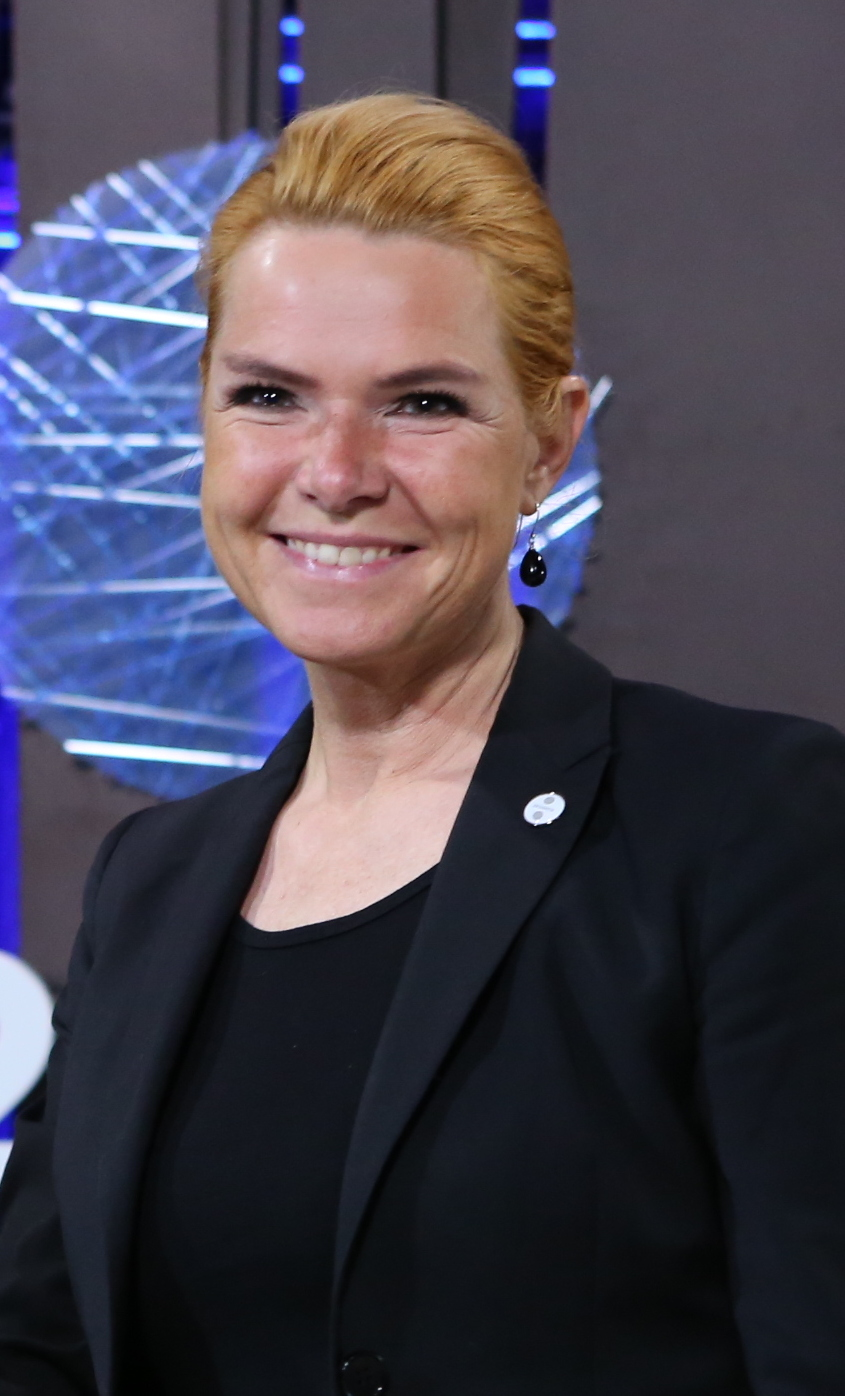
La fundadora i líder del partit, Inger Støjberg

En l'entrevista en què Støjberg va anunciar el seu lideratge del partit, va afirmar: «Crec que el que falta és un partit borgerlig [burgés o de classe mitjana] que tinga cura dels interessos de la majoria de la gent. I això té una visió clara de tot el que passa fora de Copenhaguen. Crec que les línies de connexió entre Copenhaguen i la resta de Dinamarca s'estan debilitant». També va afirmar que un dels focus principals del partit seria revisar la política d'immigració de Dinamarca.
Comentaristes dels mitjans de comunicació han descrit que el partit deriva el seu nom i les seues idees polítiques del partit veí Demòcrates de Suècia. El periodista Theodoros Benakis va opinar que el partit és populista de dreta, antiimmigració i euroescèptic en les seues creences.
A la seua pàgina web i al primer informe polític, el partit busca millorar les condicions de la gent major, els joves i les xicotetes i mitjanes empreses. També pretén combatre el que descriu com una burocràcia dominant de la Unió Europea (UE) a Dinamarca i vol descentralitzar encara més el poder a les regions fora de la capital. A més, vol augmentar el finançament de la policia i demana polítiques obligatòries perquè els immigrants s'adapten a la cultura danesa. En una actualització de la plataforma política, els Demòcrates de Dinamarca van declarar els seus objectius d'eliminar tota la influència de la UE en les polítiques daneses de pensions, impostos i permisos de maternitat; una regulació més dura de les empreses de lloguer de cotxes, deduccions fiscals per als treballadors que es desplacen més lluny d'unes determinades distàncies, l'eliminació de l'IVA a les factures d'energia, canvis al sistema educatiu danés per a fomentar més la formació professional, i reformes i retallades a l'ajuda exterior de Dinamarca i als pressupostos artístics finançats pel govern.

## Resultats electorals

### Parlament
| Any  | Líder          | Vots    | %         | Escons   | +/- | Govern   |
| ---- | -------------- | ------- | --------- | -------- | --- | -------- |
| 2022 | Inger Støjberg | 286.796 | 8,12 (#5) | 14 / 179 | Nou | Oposició |

### Parlament Europeu
| Any  | Líder                  | Vots    | %        | Escons | +/- | Grup |
| ---- | ---------------------- | ------- | -------- | ------ | --- | ---- |
| 2024 | Kristoffer Hjort Storm | 180,836 | 7.4 (#5) | 1 / 15 | Nou | ECR  |